# Illzach
Illzach es una comuna francesa, situada en el departamento de Alto Rin, en Alsacia.
Sus habitantes reciben en idioma francés el gentilicio de Illzachois y  Illzachoises.

## Demografía
| ... | 948 | 888 | 1 178 | 1 195 | 1 541 | 1 555 | 1 669 | 1 401 | 1 508 | 1 663 | 1 725 | 1 760 | 1 857 | 1 918 | 1 969 | 2 120 | 2 163 | 2 753 | 2 906 | 3 566 | 3 033 | 4 725 | 3 255 | 3 791 | 3 205 | 3 840 | 6 688 | 10 575 | 14 988 | 15 396 | 15 485 | 14 947 | 14 889 | 14 691 |
| Para los censos de 1962 a 1999 la población legal corresponde a la población sin duplicidades (Fuente: INSEE [Consultar]) |     |     |       |       |       |       |       |       |       |       |       |       |       |       |       |       |       |       |       |       |       |       |       |       |       |       |       |        |        |        |        |        |        |        |